# Grouches-Luchuel
Grouches-Luchuel – miejscowość i gmina we Francji, w regionie Hauts-de-France, w departamencie Somma.
Według danych na rok 1990 gminę zamieszkiwało 521 osób, a gęstość zaludnienia wynosiła 58 osób/km² (wśród 2293 gmin Pikardii Grouches-Luchuel plasuje się na 519. miejscu pod względem liczby ludności, natomiast pod względem powierzchni na miejscu 532.).